# Кошниця

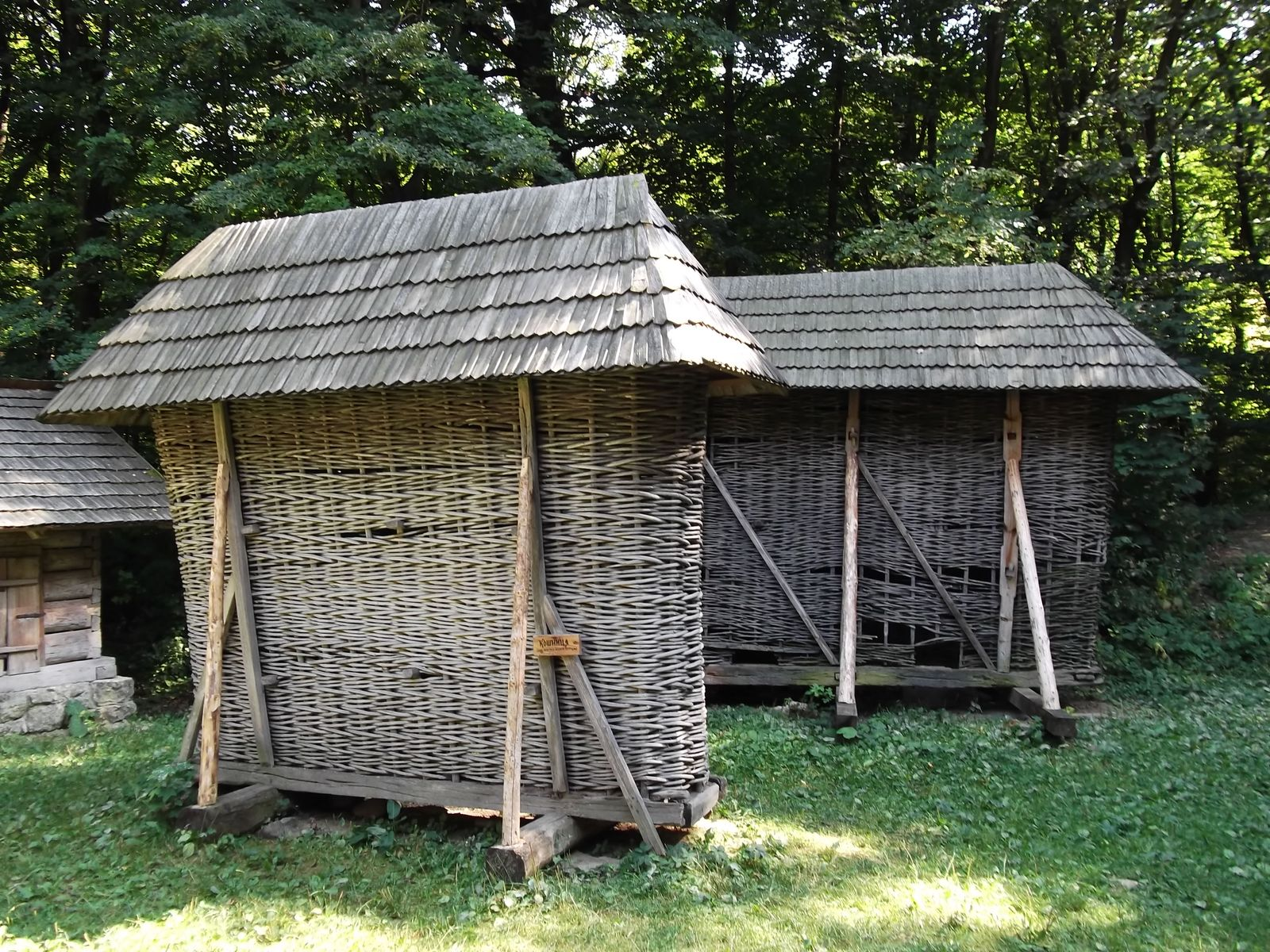
Традиційні кошниці з лози. Шевченківський Гай https://lvivskansen.org/

Ко́шниця — висока й вузька повітка, виплетена з лози, призначена для зберігання кукурудзи в качанах. Кошниці характерні для Української Буковини, Покуття, Західного Поділля, Закарпаття, а також Молдови, Румунії, Угорщини. Слово «кошниця» пов'язане з «кіш», у польській слово kosznica означає «плетена стіна», у сербській кошница/košnica — «вулик», відоме також застаріле російське кошница — «кошик».
Традиційно кошниці плелися з хмизу, пруття, мали круглу чи витягнуту овальну форму, сягали у висоту 2,5-3 м. Замість переплетання стійки могли з'єднувати тонкими поперечними латами, з проміжками для проходу повітря. Для запобігання відсирюванню качанів підлогу кошниці припіднімали над поверхнею 30-40 см на дерев'яних підставках чи каменях. Завершувалася кошниця стріхою або ґонтовим дахом із значним виносом піддашшя у боки. Для уникнення деформації кошниці під вагою качанів її могли укріпляти скобами. Встановлювали кошницю навпроти хати чи поруч стодоли, для кращого провітрювання її розташовували довгою стороною проти панівних у даній місцевості вітрів.

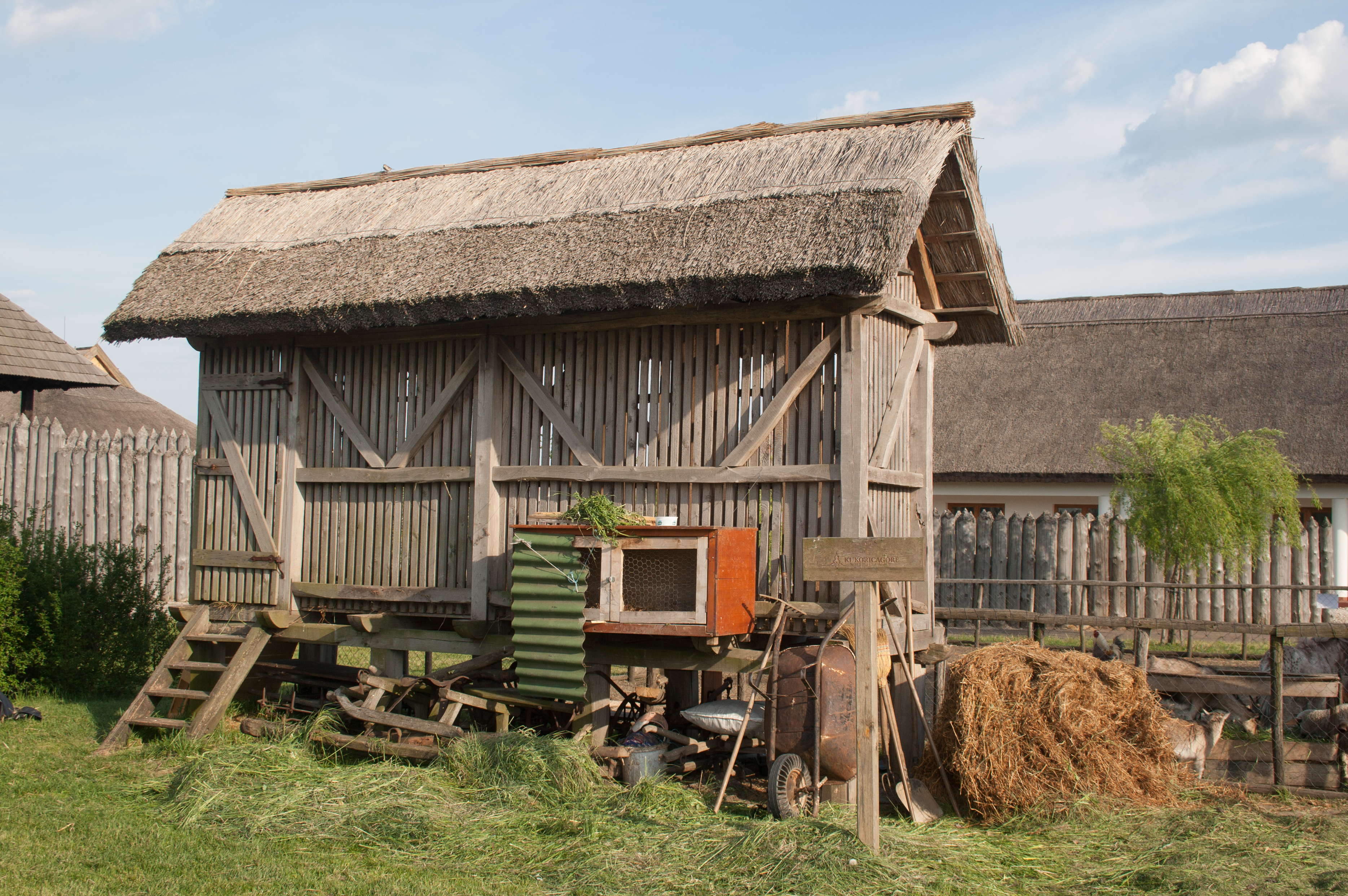
Дощата кошниця XX століття. Угорщина.

Сучасні кошниці виготовляють з дерева і металу.